# Cmentarz wojenny nr 149 – Chojnik
Cmentarz wojenny nr 149 w Chojniku – cmentarz z I wojny światowej znajdujący się we wsi Chojnik w województwie małopolskim, w powiecie tarnowskim, w gminie Gromnik. Jest jednym z 400 zachodniogalicyjskich cmentarzy wojennych zbudowanych przez Oddział Grobów Wojennych C. i K. Komendantury Wojskowej w Krakowie. W VI okręgu tarnowskim cmentarzy tych jest 63.

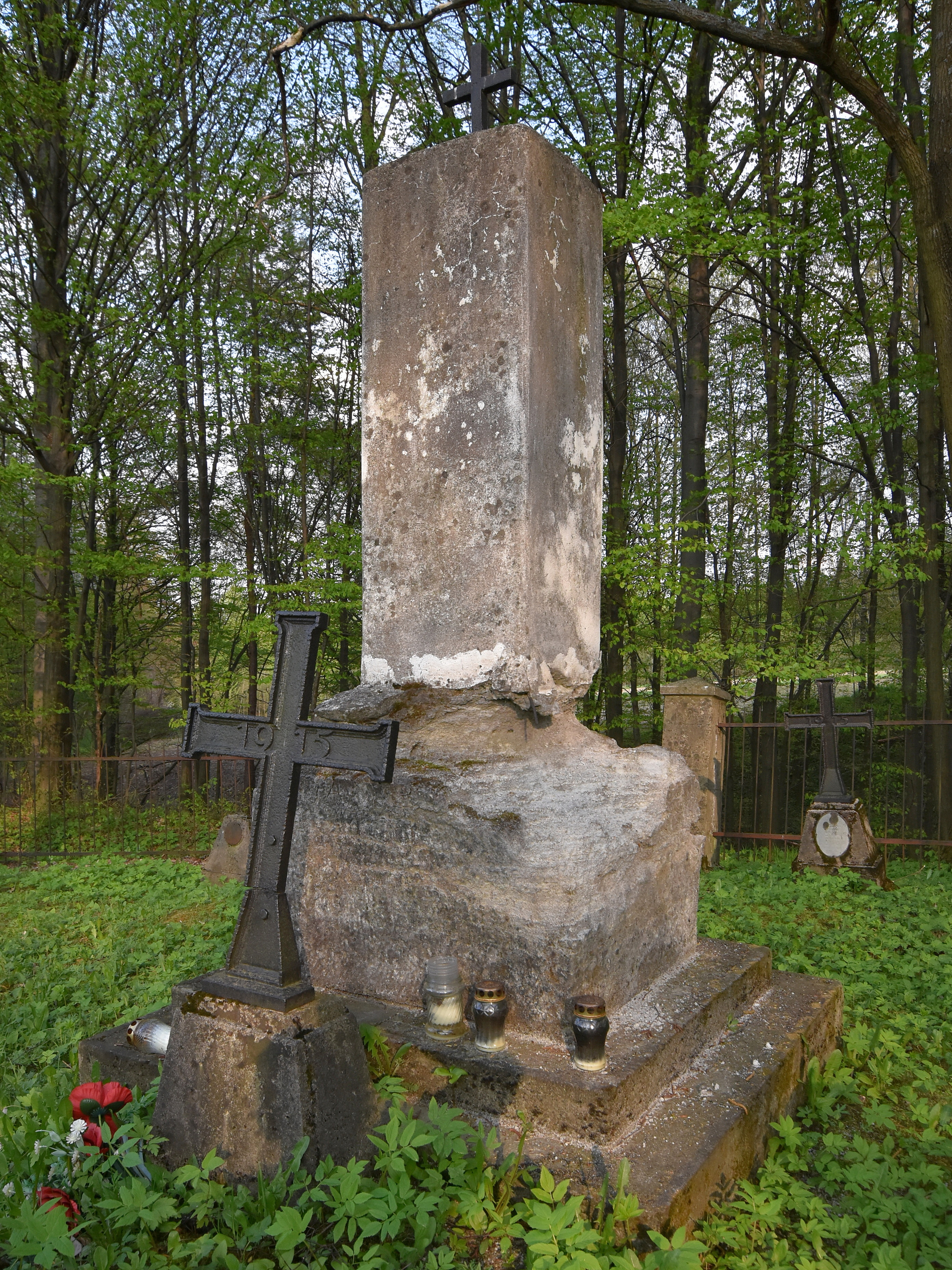
Pomnik centralny

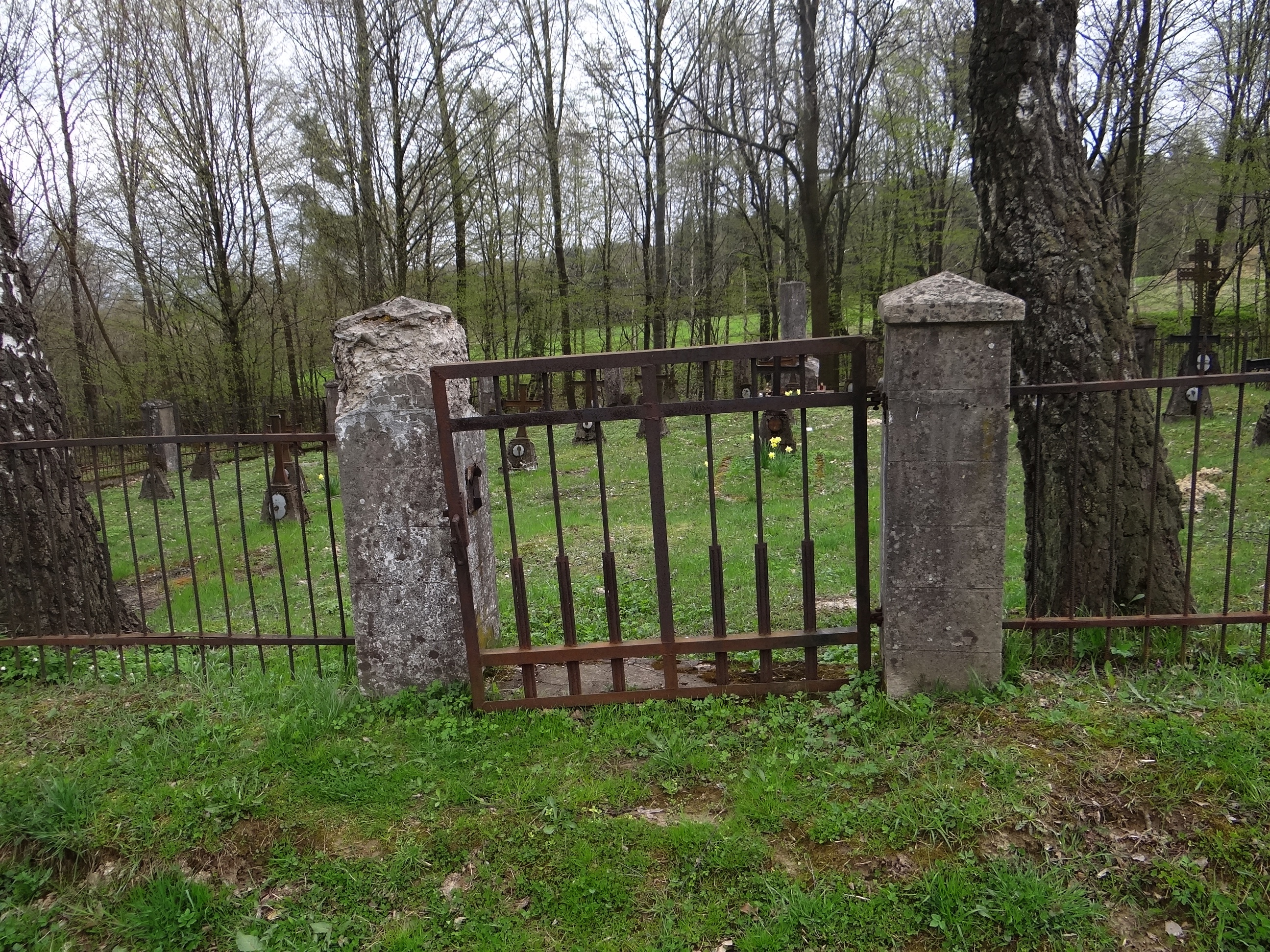
Bramka wejściowa

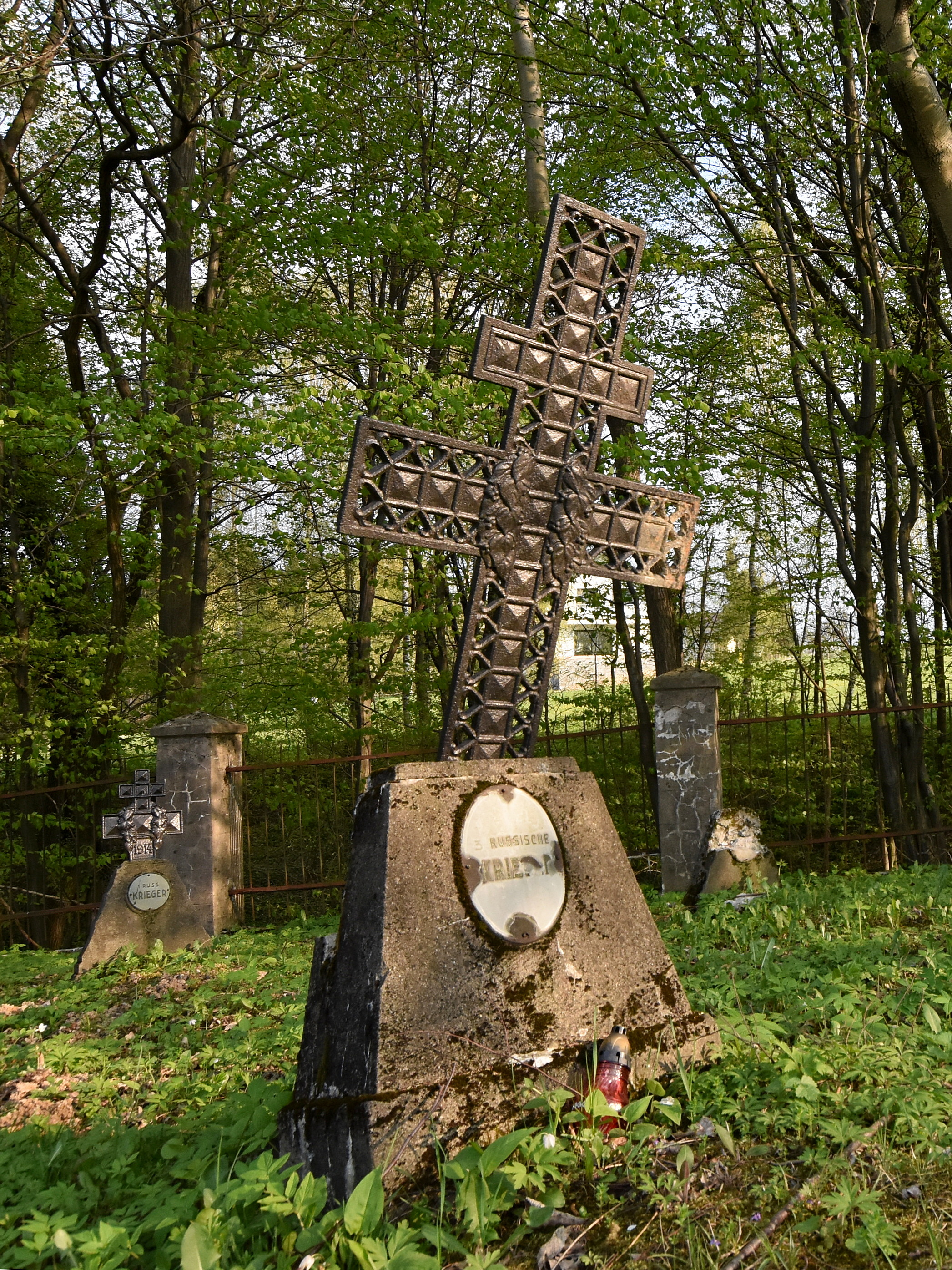
Nagrobek z krzyżem lotaryńskim

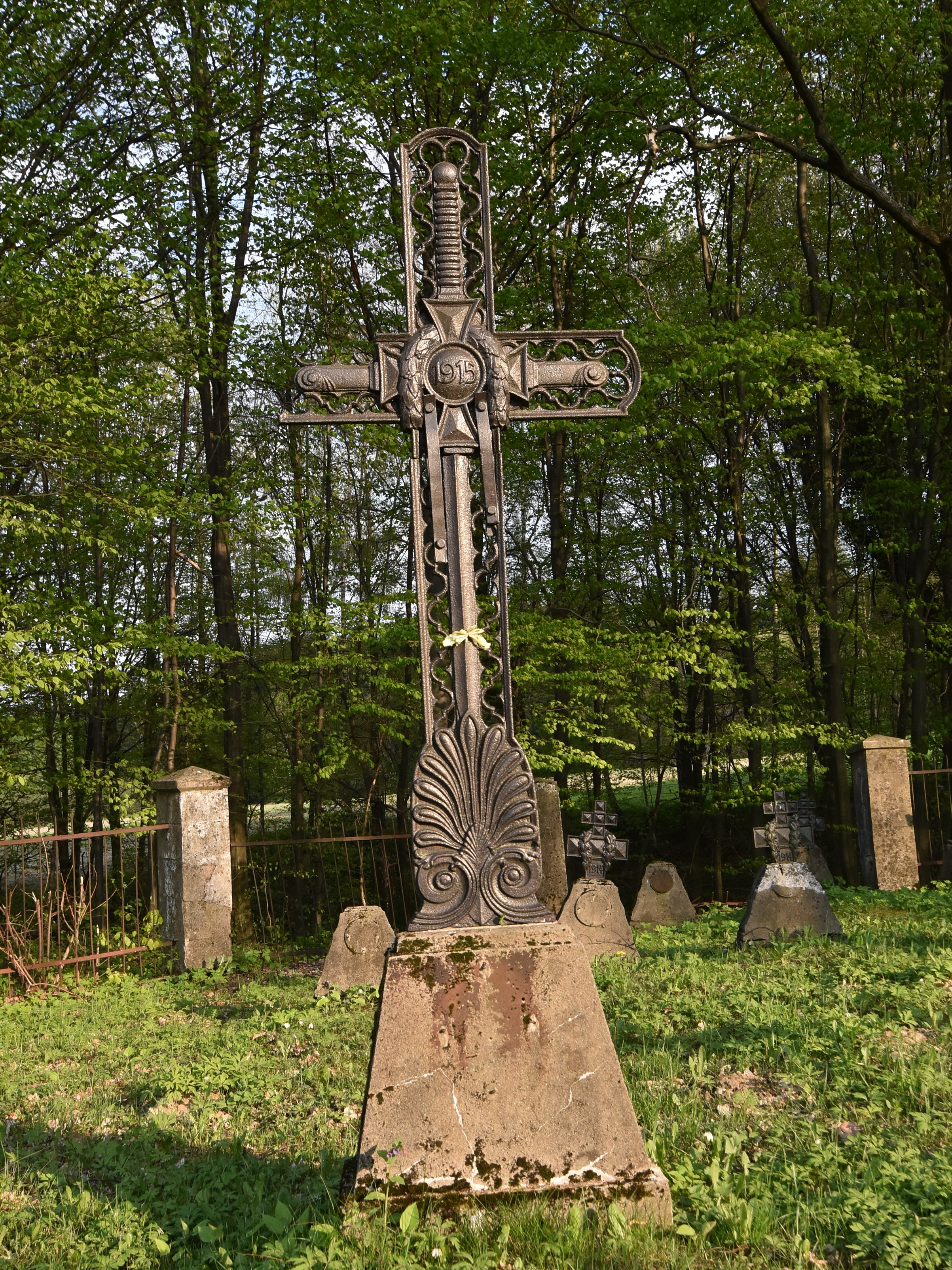
Nagrobek z krzyżem maltańskim

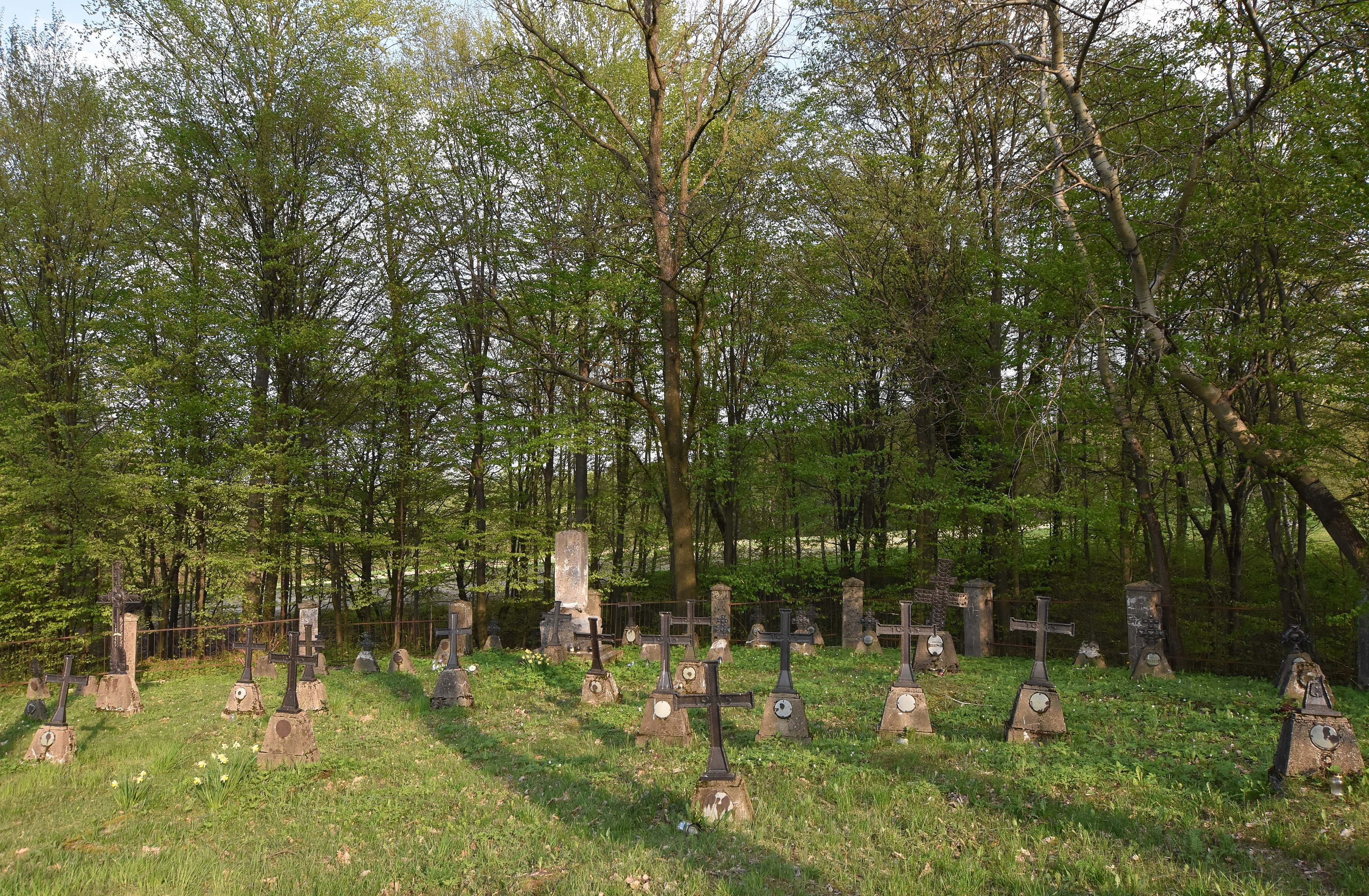
Nagrobki

## Położenie
Cmentarz znajduje się w zachodniej części miejscowości Chojnik, na południowo-wschodnim grzbiecie Wału, przy asfaltowej drodze. Droga ta odgałęzia się od drogi Gromnik – Tuchów na lewo, w niewielkiej odległości za kościołem w Gromniku. Cmentarz położony jest za niewielkim poletkiem, po prawej stronie drogi, nad jarem potoku. Jest z drogi widoczny. Drogą wiodąca obok cmentarza prowadzi też zielony szlak turystyczny z Gromnika przez Wał do Lubinki. Bezpośrednio przy tym szlaku są 3 cmentarze z I wojny światowej, w niewielkiej odległości od niego 2 dalsze.

## Opis cmentarza
Zaprojektowany został przez Heinricha Scholza. Ma kształt prostokąta z dwoma ściętymi narożnikami. Znajduje się na nim 12 grobów zbiorowych i 39 pojedynczych. Obecnie jego ogrodzenie tworzą betonowa podmurówka i betonowe słupki, pomiędzy którymi rozpięto płot ze stalowych sztachet. Wejście jest jedno, od strony drogi, przez jednoskrzydłową żelazną furtkę. Głównym elementem ozdobnym jest stojący na betonowym fundamencie betonowy obelisk zwieńczony niewielkim żeliwnym krzyżem łacińskim. Pomnik ma postać słupa. Dawniej na jego szczycie znajdowała się kapliczka z wykonaną przez Heinricha Scholza płaskorzeźbą przedstawiającą Chrystusa ukrzyżowanego i rycerza na koniu.
Mogiły ziemne posiadają betonowe cokoły z tabliczkami imiennymi i zwieńczone są różnego rodzaju krzyżami:
- małe, żeliwne krzyże krzyże lotaryńskie,
- żeliwne krzyże łacińskie z datą „1915”,
- żeliwne krzyże maltańskie z motywem wieńca laurowego
- duże, żeliwne, ażurowe krzyże lotaryńskie,
- duże, żeliwne, ażurowe krzyże łacińskie z motywem wieńca laurowego i miecza[4].

## Polegli
Pochowano tu 82 żołnierzy austro-węgierskich i 40 żołnierzy rosyjskich. Zidentyfikowano 32 żołnierzy. Z zachowanych tabliczek nagrobnych wynika, że pochowani tutaj żołnierze należeli do wielu narodowości. Byli wśród nich Austriacy, Polacy, Słowacy, Czesi, Ukraińcy, Rusini, Rumuni, Węgrzy i Rosjanie. Żołnierze armii austro-węgierskiej służyli w bardzo wielu jednostkach, m.in. 65. mukaczewskim pułku piechoty, w 48. pułku piechoty (Węgrzy stanowili w nim w 1914 r. 82% ), 30. lwowskim pułku piechoty, 9. „koszyckim” i 22. tirgumureskim pułkach piechoty honwedu, 6. batalionie strzelców polowych (początkowo 69% jego składu stanowili Czesi) i 30. batalionie strzelców polowych. Rosjanie pochodzili m.in. z 175. baturyńskiego pułku piechoty.

## Losy cmentarza
Austriacy wykonali cmentarze bardzo solidnie, jednak z czasem cmentarz ulegał w naturalny sposób niszczeniu przez czynniki pogody i roślinność. Przez długi czas po wojnie cmentarzami z I wojny światowej nie opiekowano się. Dopiero ostatnio zaczęto o niego dbać. Kapliczka zwieńczająca pomnik uległa w naturalny sposób zniszczeniu. Władze gminy Gromnik zabezpieczyły ją w swoim budynku, dokonano też remontu cmentarza. W 2015 r. cmentarz jest już znowuż znacznie zniszczony. Kilka krzyży żeliwnych jest odłamanych, niektóre betonowe elementy są mocno pochylone, krzyże rdzewieją, brakuje niektórych segmentów ogrodzenia, od słupków odpada wykonany tynk.